# 徐光祚
徐光祚（？—1526年），明朝軍事將領、定國公。徐永寧孙。

## 生平
弘治十七年五月壬寅（1504年6月24日），襲定國公爵，祿二千五百石。正德十五年十一月，領中军都督府；明武宗去世后，明朝内阁派定国公徐光祚、寿宁侯张鹤龄、驸马都尉崔元、大学士梁储、礼部尚书毛澄、太监谷大用等前往安陆迎接朱厚熜，到京师即皇帝位。三月二十六日徐光祚等抵达安陆。嘉靖五年，加太师。同年八月去世，諡榮僖。